# Mandarín del Noreste
El mandarín del Noreste es el dialecto del mandarín hablado en el noreste de China. Es bastante similar al dialecto pekinés, sobre el cual está basado el chino estándar (Pǔtōnghuà). Ambos dialectos forman el Mandarín del Norte.

## Dispersión geográfica
El dialecto es hablado por la gente en la parte noreste de la China continental; áreas como las provincias de Liaoning (excepto la parte sur de Dalian a Dandong donde se habla Mandarín jiaoliao), Jilin y Heilongjiang. Con más de 100 millones de personas que viven en la parte noreste de China, la población de habla mandarín Noreste es bastante grande. Al igual que otros dialectos mandarines, las diferencias entre el mandarín del Noreste y otras formas surgen de la amplia distribución geográfica y la diversidad cultural del norte de China. Una forma del mandarín del Noreste (con algunas palabras del idioma udege y el idioma nanai) es hablado por el pueblo taz, en el Extremo Oriente ruso, principalmente en Krai de Primorsky. En el extranjero, el mandarín del Noreste se habla en comunidades cada vez más grandes en los barrios chinos de Nueva York en los Estados Unidos.

## Subdialectos
El mandarín del Noreste puede ser subdividido en sub-dialectos regionales nombrados por las principales ciudades donde puede haber ligeras diferencias.
- dialecto de Changchun (Simplificado 长春话/Tradicional 長春話)
- dialecto de Harbin (哈尔滨话 / 哈爾濱話)
- dialecto de Qiqihar (齐齐哈尔话 / 齊齊哈爾話)
- dialecto de Shenyang (沈阳话 / 瀋陽話)

El dialecto Taz es hablado en Rusia.

## Información lingüística
El mandarín del Noreste es bastante cercano al dialecto pekinés y al chino estándar. El dialectólogo chino Li Rong (李荣) cree que el dialecto de Pekín podría ser clasificado como un dialecto del mandarín del Noreste, porque comparten muchas características fonéticas, por ejemplo, la preservación de la inicial [w] en [v] - que comparte con el mandarín del Noreste y no con el habla de la provincia de Hebei, que rodea Pekín. Sin embargo, en el noreste de China, el sufijo -ian  o -üan  se pronuncia con una [æ] en lugar de con [ɛ] o [e] como en la norma.
Una hipótesis de las similitudes dice que como la transición Ming-Qing derrocó al gobierno de Pekín en 1644, cientos de miles de manchúes - la etnia del noreste de la nueva familia gobernante - se trasladaron a la china capital. Los manchúes adoptaron el chino mandarín como lengua oficial junto con su Manchú natal antes de que invadieran China propiamente y tomaran Pekín, debido a la enorme cantidad de funcionarios chinos y soldados desertores a su lado. Se convertirían en más del 30% de la población de la ciudad y, finalmente, su versión de chino mandarín ejerció influencia sobre el dialecto chino local.

## Identidad cultural y regional
Aunque no se considera una lengua en los círculos académicos, las variantes de mandarín como el de Noreste a menudo contribuyen a una fuerte identidad regional. Los hablantes nativos o con fluidez de mandarín generalmente pueden reconocer un nordestino por su acento (similar a un hispanohablante puede reconocer a un hablante de español de Argentina). Debido a su uso informal de las palabras y los tonos, los cómicos y comediantes suelen emplear este dialecto es sus actuaciones.
El cómico Zhao Benshan es reconocido a nivel nacional por sus actuaciones en las que hace uso humorístico del dialecto del Noreste y los er ren zhuan, tradiciones folclóricas de la gente del noreste.